# أراضي أذربيجانية محيطة بقرة باغ خضعت لسيطرة الأرمن

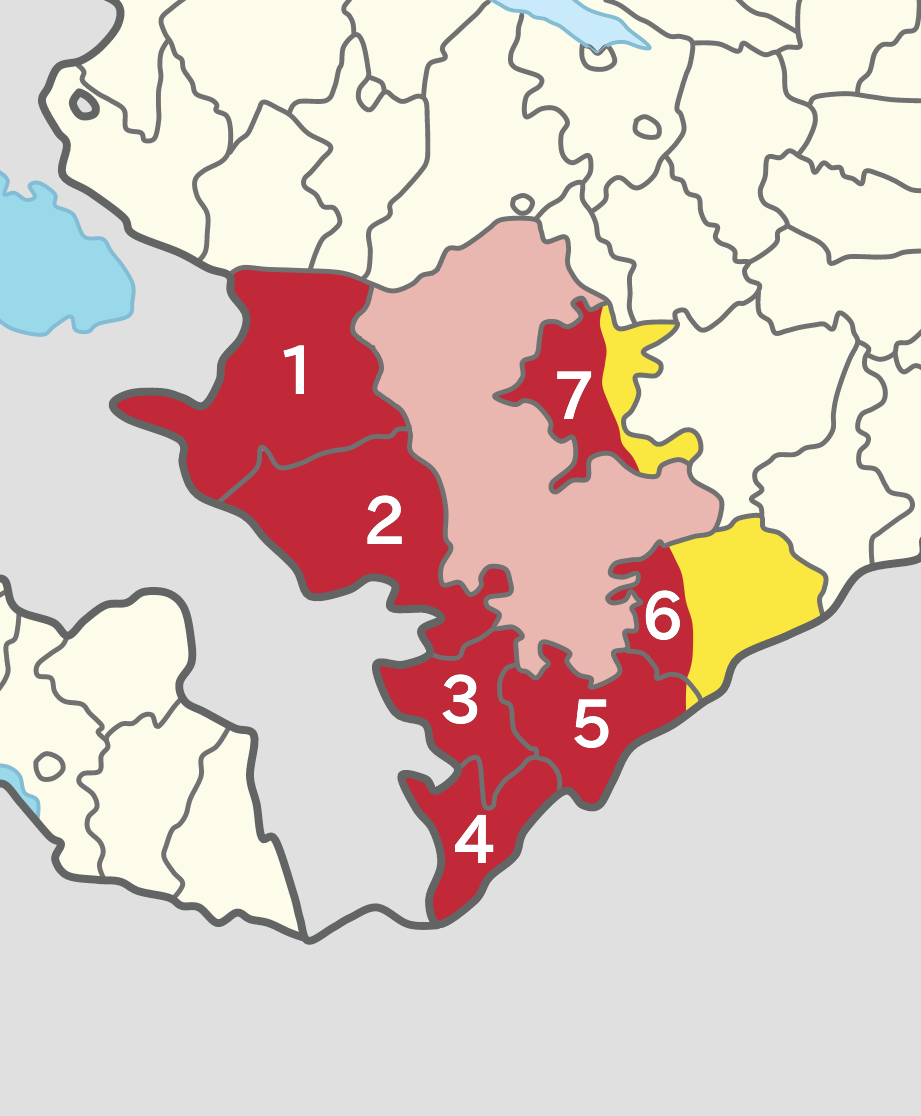
بالوردي: إقليم مرتفعات قرة باغ ذاتي الحكم
بالأحمر: أراضي أذربيجانية سيطر عنها الأرمن

كانت الأراضي الأذربيجانية المحيطة بقره باغ التي سيطر عليها الأرمن مناطق أذربيجانية، تقع خارج إقليم مرتفعات قره باغ ذاتي الحكم، قامت أرمينيا وجمهورية أرتساخ غير المعترف بها بالهجوم والسيطرة عليها منذ حرب قره باغ الأولى التي انتهت في 1994 وحتى عام 2020 عندما أعيدت الأراضي إلى السيطرة الأذربيجانية وفقاً لاتفاق وقف إطلاق النار.
على عكس إقليم مرتفعات قرة باغ المتمتع بالحكم الذاتي، كان الأذريون يشكلون معظم سكان المناطق التي سيطر عليها الأرمن، حتى تم ترحيلهم خلال الحرب.
اتخذ مجلس الأمن التابع للأمم المتحدة أربعة قرارات خلال حرب مرتفعات قره باغ الأولى تطالب بانسحاب جميع قوات الاحتلال في المناطق المحيطة بمرتفعات قره باغ. في عام 2008، أصدرت الجمعية العامة للأمم المتحدة القرار 62/243، الذي يطالب بانسحاب جميع القوات الأرمينية من جميع الأراضي المحتلة في أذربيجان.
خلال حرب مرتفعات قره باغ 2020 فقدت القوات الأرمنية السيطرة على فضولي، جابرايل، زانجيلان وكوبادلي، ووافقت بعد الحرب على الانسحاب من أغدام، كلباجار ولاشين وإعادتها إلى أذربيجان، في الفترة من 20 نوفمبر إلى 1 ديسمبر 2020، على التوالي. تم وضع هذه الشروط في اتفاقية وقف إطلاق النار بوساطة روسية، وسيتم إنفاذها من قبل قوات حفظ السلام الروسية بموجب تفويض أولي مدته 5 سنوات. وكجزء من هذه التسوية، يتم نشر قوات حفظ السلام الروسية في ممر لاتشين الذي يربط أرمينيا بمناطق مرتفعات قره باغ التي لا تزال تحت السيطرة الأرمينية.

## التاريخ
في بداية نزاع كاراباخ 1991-1994، كانت منطقة إقليم مرتفعات قره باغ ذاتي الحكم ذات الأغلبية الأرمنية محاطة بمناطق ذات أغلبية أذربيجانية وليس لها حدود برية مع أرمينيا.
 • 18 مايو 1992، استولت القوات الأرمينية على لاتشين، وفتحت ممر لاتشين للاتصالات البرية بين جمهورية ناغورني كاراباخ وأرمينيا. شنت القوات الأرمينية هجومًا قويًا في عام 1993، مما أدى إلى تأمين المزيد من الأراضي لتكون بمثابة «منطقة أمنية».
 • في 27 مارس 1993، شنت القوات الأرمينية هجومًا في كيلبجار وبحلول 5 أبريل استولت بالكامل على منطقة مقاطعة كالباجار، وخلقت رابطًا قويًا بين ناغورنو كاراباخ وأرمينيا وأزالت التهديد بالهجوم من الشمال من ممر لاتشين.
 • في 23 يوليو 1993، بعد 40 يومًا من القتال، المعروف رسميًا في أرمينيا باسم «قمع نقاط إطلاق النار المعادية» ، تم الاستيلاء على أغدام. ثم أعقب هجوم في الجنوب على:
22 آب / أغسطس 1993 - الاستيلاء على فضولي.
25 آب / أغسطس 1993 - الاستيلاء على جبرائيل.
31 أغسطس 1993 - الاستيلاء على قبادلي.

29 أكتوبر 1993 - الاستيلاء على زنجيلان.
منذ ذلك الحين وحتى حرب 2020، كان الأرمن يسيطرون على معظم أراضي إقليم مرتفعات قره باغ المتمتع بالحكم الذاتي سابقًا، مع سيطرة أذربيجان على أجزاء من شرق مارتوني وشرق مارتاكيرت. بالإضافة إلى ذلك، منذ ذلك الوقت وحتى عام 2020، احتل الأرمن جميع الأراضي الواقعة بين إقليم مرتفعات قرة باغ ذاتي الحكم السابق وإيران، وكذلك جميع الأراضي الواقعة بين إقليم مرتفعات قرة باغ ذاتي الحكم السابق وأرمينيا، وبعض المناطق إلى الشرق المحيطة بأغدام. تطالب جمهورية أرتساخ بها أيضًا ولكنها لم تسيطر على المنطقة المعروفة حتى عام 1992 باسم شاهوميان، والتي على الرغم من كونها ذات أغلبية أرمنية قبل عام 1992، إلا أنها لم تكن جزءًا من إقليم مرتفعات قره باغ ذاتي الحكم. تم طرد السكان الأرمن في شاهوميان أثناء الحرب، وتم فصل القوات الأرمنية والأذرية على الجبهة الشمالية بواسطة سلسلة جبال موروفداغ حتى عام 2020.
منذ عام 1994، عقدت أرمينيا وأذربيجان محادثات حول مستقبل المناطق المحتلة. عرض الجانب الأرميني العمل وفقًا لصيغة «الأرض مقابل الوضع» (إعادة الأراضي المحتلة إلى أذربيجان في مقابل اعتراف أذربيجان باستقلال مرتفعات قرة باغ وتقديم ضمانات أمنية لجمهورية أرتساخ وممر لاتشين)، أما العرض الأذربيجان كان، بصيغة «الأرض مقابل السلام» (إعادة أراضي الحزام الأمني (الأراضي التي سيطر عليها الأرمن خلال حرب قرة باغ الأولى) إلى أذربيجان مقابل ضمانات أمنية مع سيطرة أذربيجان على أراضي مرتفعات قره باغ). كما عرض الميسرون، على وجه الخصوص، خيار «الأرض مقابل الوضع» (إعادة الأراضي المحتلة إلى سيطرة أذربيجان مقابل ضمانات من أذربيجان لإجراء استفتاء في وقت ما على وضع مرتفعات قره باغ). فشلت الأطراف المعنية في التوصل إلى أي اتفاق.

### حرب 2020
في 27 سبتمبر 2020، اندلعت الحرب في مرتفعات قره باغ، بعد مناوشات وقعت على الحدود بين أرمينيا وأذربيجان في يوليو. تظاهر الآلاف من الأذربيجانيين للحرب ضد أرمينيا ردا على ذلك، مع قيام تركيا بالدعاية لدعم أذربيجان. وبدأت في نفس اليوم القوات الأذربيجانية عملياتها على طول نهر آراس، مع التقدم في مقاطعات جابرايل وفضولي، وهدفها الأول هو السيطرة على مدن جبرائيل وفضولي. وادعت بأنها سيطرت على قمة جبلية في سلسلة جبال موروفداغ في مقاطعة كالباجار. ثم ذكرت بأنها قد سيطرت فعليًا على طريق فاردينيس - مارتاكيرت / أغدارا السريع الذي يربط قرة باغ بأرمينيا. في 23 أكتوبر امتدت الاشتباكات إلى قبادلي، بهدف وهمي هو السيطرة على ممر لاتشين. وبعدها بيومين سيطرت على قبادلى، المركز الإداري لمنطقة غوبادلي. وأصدرت الحكومة الأذربيجانية لقطات للتأكيد. وسرعان ما دخلت مقاطعة لاتشين، وعاصمتها الإدارية لاشين، التي تعرضت لقصف مستمر حتى نهاية الصراع.
وقد كانت هناك ثلاث اتفاقات لوقف إطلاق النار توسطت فيها روسيا وفرنسا والولايات المتحدة، إلا أنها فشلت في وقف القتال. بعد الاستيلاء على شوشا ثاني أكبر مدينة في ناغورنو كاراباخ، تم توقيع اتفاق وقف إطلاق النار بين رئيس أذربيجان إلهام علييف ورئيس وزراء أرمينيا نيكول باشينيان والرئيس الروسي فلاديمير بوتين لوقف جميع الأعمال العدائية في المنطقة من الساعة 00:00 يوم 10 نوفمبر 2020 بتوقيت موسكو. كما وافق رئيس أرتساخ أرايك هاروتيونيان على تلك المعاهدة. وبموجب الاتفاقية ستعيد أرمينيا الأراضي المحيطة التي احتلتها سنة 1994 إلى أذربيجان. ستحصل أذربيجان أيضًا على منفذ بري إلى أراضيها ناخيتشيفان المتاخم لتركيا وإيران.

### العودة لاذربيجان

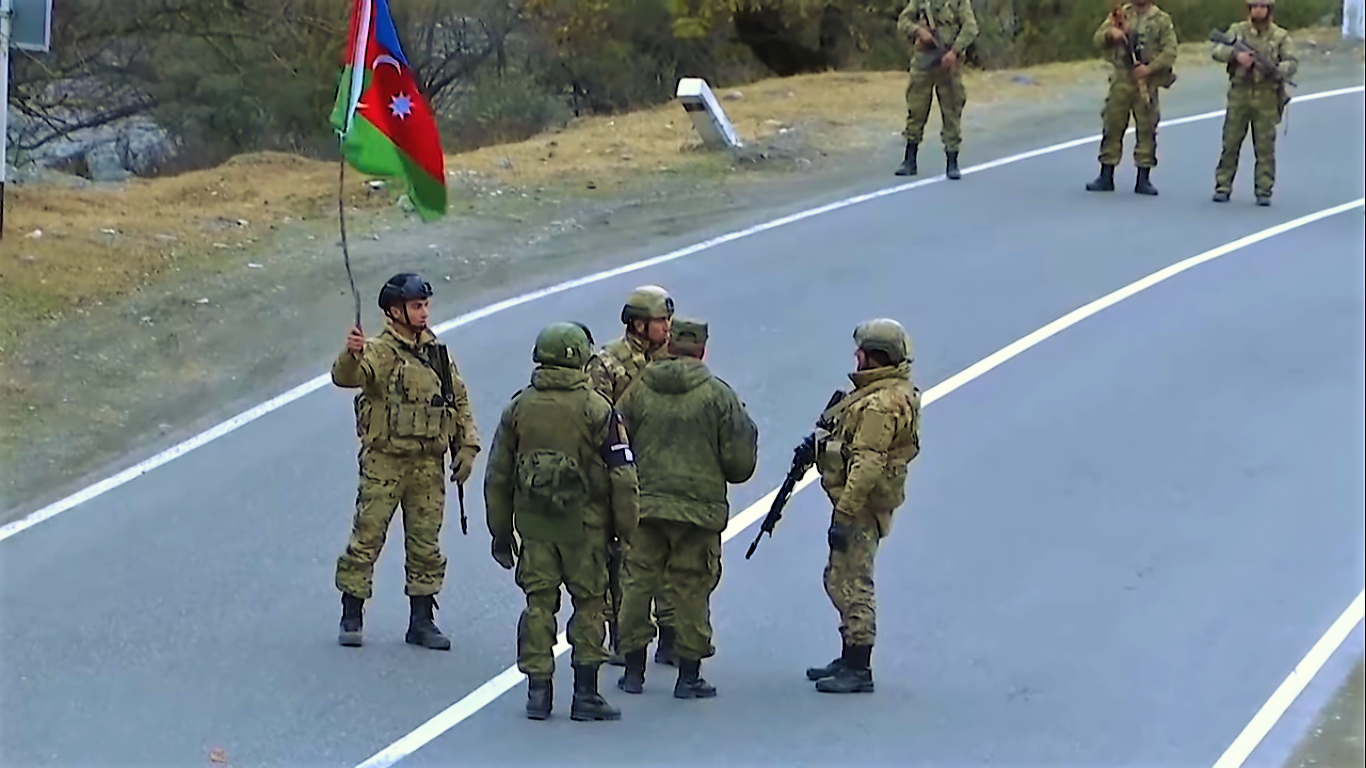
قوات حفظ السلام الروسية والعسكريين الأذربيجانيين بالقرب من داديونك من مقاطعة كلبجر.

قبل استلام أذربيجان مقاطعة كلبجر من آرتساخ بموجب شروط اتفاقية وقف إطلاق النار، قام الأرمن الإثنيون بإحراق منازلهم، والتي كان كثير منها ملكاً للأذربيجانيون، وذلك لمنع الأذربيجانيين من إعادة سكنها. وقد كانت غالبيتها مأهولة بالعرقية الأذربيجانية قبل الحرب الأولى وأعادت أرمينيا توطينها بالأرمن، وكذلك آشاغی آغجاقند وكلستان الأذربيجانتين، والتي فروا من الأخيرة خلال الحرب الأولى. أخذ بعض الأرمن رفات أقاربهم القتلى معهم، وأفادت رويترز أن القرويين كانوا ينقلون كل ما في وسعهم لشاحنات قريبة محملة بالممتلكات المنزلية. وردت أنباء عن إحراق المنازل في 13 نوفمبر، وفي 15 نوفمبر تم إحراق ستة منازل على الأقل في شركتار، وكذلك حرق منازل في دادي ونك والقرى المجاورة الأخرى، وتم قطع الأشجار لاستخدامها في الحطب، وهو أمر مكلف في أرمينيا. ونددت أذربيجان بحرق المدنيين للمنطقة عند مغادرة منازلهم وأسمته الإرهاب البيئي؛ ووصف الرئيس إلهام علييف الأرمن الذين دمروا ممتلكاتهم بأنهم «عدو بري». وبناء على طلب أرمينيا مددت أذربيجان الموعد النهائي للأرمن لإخلاء مقاطعة كلبجر بالكامل لمدة 10 أيام أي حتى 25 نوفمبر. صرح المكتب الرئاسي الأذربيجاني بأن الأمر أخذ في الاعتبار سوء الأحوال الجوية وحقيقة أنه لم يكن هناك سوى طريق واحد إلى أرمينيا عند الموافقة على تمديد الموعد النهائي.
كانت أول مقاطعة استلمتها أذربيجان هي مقاطعة آقدام يوم 20 نوفمبر. وقبل نقل السيطرة أضرم الأرمن النيران في منازلهم بعد إخلائها، وفي 19 نوفمبر دمر الجنود الأرمن مقرهم في آغدام، وهي مدينة ذات أغلبية أذربيجانية حتى معركة 1993 [الإنجليزية]، وأصبحت بعدها مدينة أشباح، وأشار إليها السكان المحليون باسم «هيروشيما القوقاز». أفادت وكالة أسوشيتيد برس أن مسجد آقدام الذي تعرض للتخريب بالرسومات على الجدران واستخدم كإسطبل للماشية والخنازير، كان المبنى الوحيد في البلدة هيكليًا. وذكر رستم مرادوف قائد قوة حفظ السلام الروسية في المنطقة أن عملية التسليم تمت دون وقوع حوادث. تم الاحتفال بالنقل في باكو حيث سارت السيارات في أرجاء المدينة وهي تحمل الأعلام الأذربيجانية والروسية والتركية. وفي 24 نوفمبر وبإذن من الجيش الأذربيجاني عاد بعض الأرمن إلى غولابلي لأخذ ملابسهم وعُرض عليهم الإقامة في آقدام ليكونوا مواطنين أذربيجانيين. في 22 نوفمبر أفاد الجيش الأذربيجاني بأنه فك أكثر من 150 لغماً في المنطقة.
وفي يوم 25 نوفمبر أضحت كلبجر ثاني مقاطعة استعادتها أذربيجان. ونسفت القوات الأرمينية مقرها العسكري قبل إخلاء المقاطعة. وغادروا دير دادي ونك، فقرر رئيس الدير نقل آثار الدير المسيحية مثل الأجراس وخاتشكار إلى أرمينيا. وبعد انسحاب تلك القوات وُضع الدير تحت حماية قوات حفظ السلام الروسية. ومع ذلك فقد نشرت وزارة الدفاع الأذربيجانية لقطات من داخل الدير يوم 28 نوفمبر. وسمحت للرهبان الأرمن بالبقاء في الدير. وفي 4 ديسمبر زار ممثلو عرقية أودي الأذربيجانية الدير وأدوا الصلاة بداخله. وفي اليوم التالي تم تعيين رفيق داناكاري نائب رئيس تلك الطائفة الأرثوذكسية واعظًا في الدير. وقد تعهد الرئيس علييف بإعادة بناء وإحياء منطقة كلبجر، وكانت هناك مسيرة احتفالية في باكو. كما احتفل بهذه المناسبة الأذربيجانيون النازحون داخليًا من كلبجر الذين استقروا في غنجة. وصرحت وزارة البيئة والموارد الطبيعية الأذربيجانية بأنها ستقيم الرواسب المعدنية في مقاطعة كلبجر من أجل حساب «مقدار الضرر الذي لحق بأذربيجان» خلال فترة الاحتلال الأرمني. وفي 26 نوفمبر أفادت وسائل الإعلام الأرمينية أن مجموعة مكونة من 250 جنديًا أذربيجانيًا قد وصلت إلى منجم زود للذهب أحد أكبر رواسب الذهب في جنوب القوقاز، والواقع على الحدود بين مقاطعتي كلبجر وجغاركونيك في أرمينيا، وطالب بتسليم المنجم وأنشئ نقطة عسكرية فيه. دحضت وزارة الدفاع الأرمنية هذه الرواية قائلة إن القوات الأذربيجانية بعد أن وجدت نقطة تفتيش حدودية أرمينية رفضت ذلك، واتصلت بالجانب الأرمني عبر مكبرات الصوت وتفاوضت مع قوات حفظ السلام الروسية بشأن هذه القضية. بدأت السلطات الأرمنية والأذربيجانية ترسيم الحدود في نفس اليوم. وصرحت السلطات العسكرية الأرمينية أن نصف مساحة المنجم قد نقل إلى أذربيجان.
أما منطقة لاتشين التي تربط مرتفعات قرة باغ بأرمينيا، فهي منطقة أغلب سكانها من الأذريين والأكراد قبل حرب قرة باغ الأولى التي احتلتها أرمينيا سنة 1992، مما أدى إلى فرار سكانها من المنطقة، وإحراق مدينة لاتشين العاصمة الإدارية للمقاطعة، وأعاد توطينها مهاجرون من أرمينيا. وقبل نقل المنطقة إلى أذربيجان في 2020 فر بعض الأرمن من مدينة لاتشين، على الرغم من الإشراف الروسي على الممر البري الذي يمر عبر المدينة. كما أقامت قوات حفظ السلام الروسية موقعًا في بلدة كانت تسمى سابقًا زابوخ من قبل الأذربيجانيين المحليين قبل تدميرها سنة 1992، ثم أعاد بناءها وسكنها أرمن لبنانيون وأطلق عليها اسم زابوكس. وفي 27 نوفمبر ونقلاً عن رئيس بلدية المدينة ناريك ألكسانيان الذي دعا السكان الأرمن إلى عدم الفرار من المنطقة، حيث زعمت وسائل الإعلام الأرمينية أن الاتفاقية قد عدلت، مضيفة أن لاتشين وشوشا وزابوخ لن يتم تسليمها لأذربيجان. تم دحض هذه المزاعم من قبل رئيس مركز البحوث الاجتماعية في أذربيجان النائب زاهد عروج. وعلى الرغم من نداءات أليكسانيان فإن الغالبية العظمى من المستوطنين الأرمن في لاتشين وكذلك الأرمن اللبنانيين في زابوكس قد فروا من المنطقة. وفي 1 ديسمبر دخلت القوات الأذربيجانية بدباباتها ورتل من الشاحنات إلى المنطقة، وفي بردعة احتفل نازحون من لاتشين حملوا أعلام أذربيجان وتركيا وباكستان بعودة المنطقة. صرحت السلطات الأذربيجانية أن المنطقة تعرضت «لأضرار جسيمة على مر السنين»، بينما كانت تدار من قبل جمهورية أرتساخ باعتبارها مقاطعة كاشاتاغ. وبحسب الرئيس الأذربيجاني إلهام علييف سيتم بناء ممر جديد في المنطقة حيث يمر ممر لاتشين عبر مدينة لاتشين، وعندما يصبح هذا الممر جاهزًا ستتم إعادة المدينة إلى الإدارة الأذربيجانية.

## الوضع القانوني
خلال حرب ناغورنو كاراباخ، اعتمد مجلس الأمن التابع للأمم المتحدة أربعة قرارات تدعو إلى انسحاب القوات المحتلة من الأراضي المحيطة بناغورنو كاراباخ  في عام 2008، أصدرت الجمعية العامة للأمم المتحدة القرار 62/243 من 39 إلى 7، الذي يدعو إلى انسحاب القوات الأرمينية من الأراضي المحتلة لأذربيجان.
 • وفقا للقانون الدولي، فإن المقاطعات السبع الخاضعة لسيطرة الارمن هي أراضي أذربيجانية محتلة.
 • من وجهة نظر جمهورية أرتساخ، كان الحزام الأمني من الأراضي الأذربيجانية التي احتلها مؤقتًا جيش الدفاع حتى تلقي الضمانات الأمنية لمرتفعات قره باغ وفرض السيطرة على كامل الأراضي التي أعلنتها الحكومة، باستثناء ممر لاتشين الذي يربط قرة باغ بأرمينيا (والذي ذكرت جمهورية أرتساخ أنها لا تنوي تركه بسبب أهميته الاستراتيجية)